# Pilaria stigmosa
Pilaria stigmosa är en tvåvingeart som först beskrevs av Pierre Justin Marie Macquart 1834.
Pilaria stigmosa ingår i släktet Pilaria och familjen småharkrankar. Inga underarter finns listade i Catalogue of Life.